# ميتشييا أوكاموتو
ميتشييا أوكاموتو (باليابانية: 岡本 享也) (مواليد 15 مايو 1995) هو لاعب كرة قدم ياباني.

## وصلات خارجية
- ميتشييا أوكاموتو على موقع رابطة كرة القدم اليابانية للمحترفين (اليابانية)
- ميتشييا أوكاموتو على موقع قاعدة بيانات كرة القدم.إي يو (الإنجليزية)
- ميتشييا أوكاموتو على موقع Soccerway.com (الإنجليزية)
- ميتشييا أوكاموتو على موقع عالم كرة القدم.نت (الإنجليزية)